# Balzac (группа)
Balzac — японский хоррор-панк коллектив, сформированный в 1992 году в городе Осака вокалистом и автором песен Hirosuke Nishiyama, который на данный момент является единственным членом оригинального состава группы. Изначально на звучание и внешний вид Balzac оказали влияние законодатели хоррор-панка — группа Misfits, особенно раннее творчество последних.

## История
Группа Balzac была создана в 1992 году в городе Осака. Её основатель, Hirosuke, был в то время фронтменом в группе Astrozombies, на которую повлияла другая японская группа Gastunk. Astrozombies записали только одно демо «The Texas Chainsaw Massacre» — 13 кассет были распространены среди друзей. После этих событий Hirosuke решил создать Balzac, где он так же взял на себя роль лидера (кстати, на сегодняшний момент Hirosuke, является единственным оригинальным участником группы). Нынешний состав выглядит так:
Atushi Nakagawa (гитара/бэк-вокал)
Akio Imai (бас/бэк-вокал)
Takayuki Manabe (ударные/перкуссия/бэк-вокал).
Назвали группу в честь писателя — Оноре де Бальзака, произведения которого очень сильно ценит и любит Hirosuke. В том же 1992 году выходит первый сингл группы «The Lord of the Light and of the Darkness», который издается на их же собственном лейбле — Evilegend13 Records. В течение нескольких лет Balzac записывает ещё несколько синглов: «Atom Age Vampire in 308», «Isolation From No.13», «When the Fiendish Ghouls Night».
В 1995 году Balzac записали свой первый полноценный альбом «The Last Men On Earth». На творчество группы сильно повлияли как Misfits, так и Samhain. На диске также присутствует пара песен с оттенком «industrial-музыки», например: «God Of Mercy II», «From Hell It Came».
После первого релиза Balzac столкнулись с трудностями — возникли проблемы с басистом, а в довершение ко всему группу покинул ударник. На короткое время на роль ударника был взят Masami, но к моменту записи второго альбома он тоже покинул группу. Таким образом ко второму LP «DEEP — Teenagers From Outer Space» (1997) группа подошла в неполном составе, однако данное упущение было быстро исправлено. Для работы в студии был приглашен давний друг группы Futoshi Okano, который в последующем ещё не раз примет участие в записи альбомов. Изменения произошли не только в составе группы — сменился и лейбл, на Phalanx Records. Небольшой и «non-major» Phalanx Records очень известны среди японской инди тусовки, и большинство последующих релизов было выпущено или с их помощью, или на собственном Evilegend13 Records.
Несмотря на Азиатский финансовый кризис, 1998 год стал для группы по-настоящему отличным и плодотворным. Во-первых, музыканты познакомились со своими кумирами Misfits, когда те впервые приехали в Японию. Мало того, Balzac смогли выступить у Misfits на разогреве. Вскоре музыканты обеих групп стали лучшими друзьями. Во-вторых, Balzac отыграли совместные концерты с Sobut и The Mad Capsule Markets. В-третьих, издали сплит-альбом с группой The Hate Honey. Наконец, записали третий диск «13 Stairway — The Children Of The Night». В довершении всего группа отправилась в турне по родной Японии, в поддержку этого альбома.
В следующем году Balzac издали сплит-сингл «Oldevils Legend Of Blood» совместно с уже хорошими друзьями Sobut. На CD были следующие песни: «The End of Century» и «No Resistance 1968». Затем при участии группы T.W.I.M. (The World Is Mine) издали 12" дюймовый диск «Isolation From No.13». На Хэллоуин Balzac выпустили сингл «Into the Light From the 13 Dark Night». Потому снова тур по Японии и релиз 7" дюймового диска «Neat Neat Neat» — кавер на The Damned. Так же (по примеру Misfits) Balzac создают фэн-клуб Fiendish Club.
В 2000 году Balzac помимо собственных концертов вновь, по сложившейся традиции, разогревали Misfits во время их японского концерта, а также выступили вместе с The Mad Capsule Markets. В том же году издали коллекционный «Paperbag Man». В декабре 2000 года вышел очередной альбом — «Zennou Naru Musuu no Me ha Shi wo Yubi Sasu», ставший одним из их лучших альбомов. Большинство песен представленных на альбоме были уже хорошо знакомы фанатам, но в новой обработке, пластинка получилась мрачной с ещё более мощным «industrial» звуком: «While I Await My Second Death», «Zennou — Naru Musuu No Me Ha Shi Wo Yubi Sasu», «To Kill Your Master», «Seasons Of The Dead». В 2000 году Balzac открыли свой первый магазин «Shocker!!!», где музыканты продавали свой собственный «stuff». Кроме того Hirosuke запускает собственный бренд «Dementia Thirteen» и линию одежды — «Culture».
В начале 2001 года издаются многочисленные синглы, обложки, которых оформляет Suehiro Maruo, известный японский художник манги (кстати, Suehiro приложил также руку к обложке альбома «Zennou Naru Musuu no Me ha Shi wo Yubi Sasu»). Была перезаписана «Day the Earth Caught Fire» в «noise» обработке. Так же группа отметилась синглом «The Silence of the Crows» на сплит-альбоме «Abstruct Madness», в записи которого так же приняли участие Rocky and the Sweden и Delta. По личным обстоятельствам коллектив покидает ударник Kill. На смену ему пришёл Takayuki, который на протяжении долгих лет был другом группы и играл в The Batties Boys. В конце 2001 года Balzac открывают в Киото свой второй магазин «Coffin».
2002 год ознаменовался долгожданным сплит-альбом с Misfits. Balzac сделали кавер-версии «The Haunting» и «Don’t Open 'Til Doomsday». Misfits, в свою очередь, перепели «Day the Earth Caught Fire». Чуть позже Balzac записывают очередной альбом «Terrifying! The Art of Dying ~ The Last Men on Earth II». Данный альбом был двойным, на первом диске были новые песни, второй содержал старые перезаписанные вещи. На Хэллоуин Balzac были приглашены в Нью-Йорк, для совместного концерта с Misfits. Это было первое выступление группы за пределами Японии. После этого выступления Balzac были приглашены в США следующим летом.
В начале 2003 года группа издает сингл «Beware of Darkness». Затем последовал долгожданный тур по Америке, в котором Balzac отыграли с такими грандами как Misfits, The Damned, The Dickies, Agnostic Front. В США на Misfits Records был издан диск «Beyond the Darkness». 
В 2004 году выходит «Came Out of the Grave». Альбом имел более тяжелый и плотный звук, но сохранил оригинальное звучание (с эл «noise» и «industrial»). Дальше последовало выступление на одной сцене с Rancid и выпуск DVD с первого американского турне — «Fiend Fest». Также Balzac записали сингл «Zodiac Killer», посвященный серийному убийце Зодиаку. Так же группа отыграла концерт, где исполняла только кавера песен Misfits.
В начале 2005 году выходят сингл «D.a.r.K» и мини-альбом «Dark-ism». На мини была представлена песня «Yami no Hikari e», которая сильно отличалась от привычного звучания Balzac, также, на неё был снят промоклип. Затем большое турне по Японии, «Darkism Tour». После него выходит очередной DVD «Live at The Liquid Room 20050403». Завершают Balzac семидюймовкой, записанной совместно со старыми друзьями из T.W.I.M. — на неё вошла песня «(I Touched the Silence of the) Rain».
В 2006 году Balzac издают очередной альбом «Deep Blue: Chaos From Darkism II». Также выходит сборник лучших песен «13 Hits From Darkism». Balzac отыграли два специальных концерта: первый в местечке Shimokitazawa Yaneura в Токио, а второй в баре Namba Bears, в родной Осаке, с которого и началась жизнь Balzac.
В 2008 году группа продолжила свою концертную деятельность.

## Дискография
- 1995 The Last Men on Earth
- 1997 Deep — Teenagers from Outer Space
- 1998 13 Stairway — The Children of the Night
- 2000 Zennou-Naru Musuu-No Me Ha Shi Wo Yubi Sasu
- 2002 Terrifying — Art of Dying/The Last Men on Earth II
- 2003 Beyond the Darkness
- 2003 Out of the Light of the 13 Dark Night
- 2004 Came Out of the Grave
- 2005 Dark-Ism
- 2005 Out of the Grave and into the Dark
- 2006 Deep Blue: Chaos from Darkism II
- 2006 Paranoid Dream of the Zodiac
- 2007 Deep Blue: Chaos from Darkism
- 2008 Hatred: Destruction = Construction
- 2008 The Birth of Evil
- 2009 Paradox
- 2010 Judgement Day
- 2013 Blackout
- 2015 Bloodsucker